# Guembri

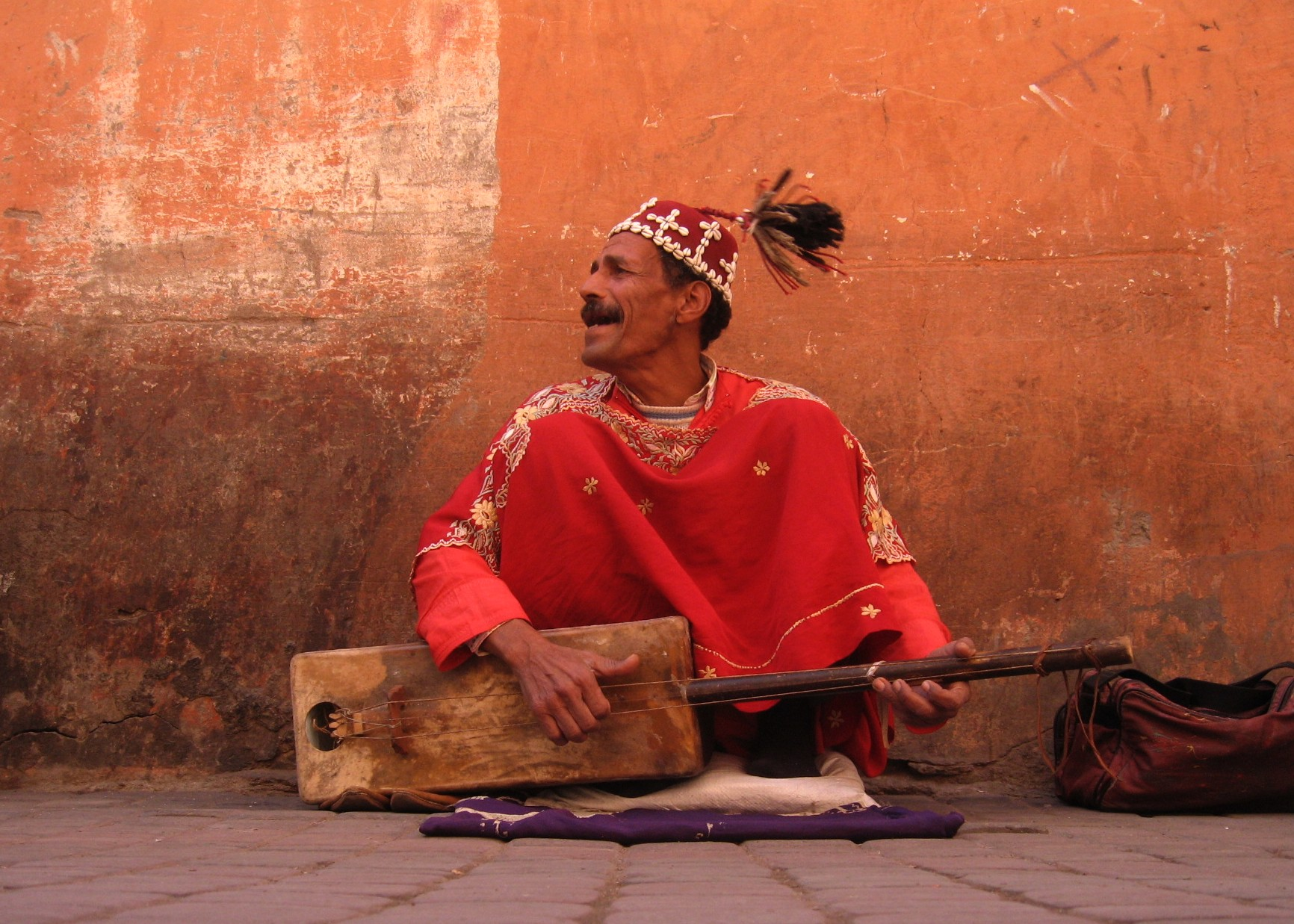
Joueur de guembri, à Marrakech.

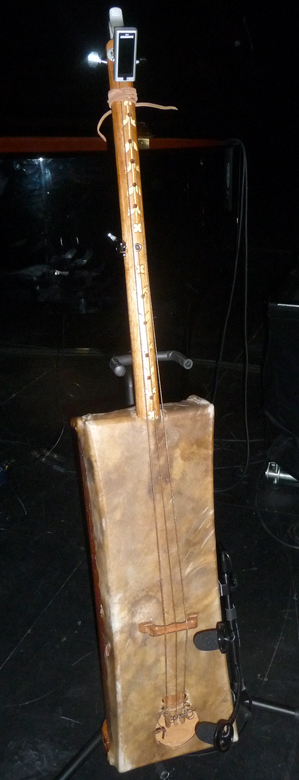
Guembri sonorisé utilisé par le jazzman Marcus Miller sur sa tournée Afrodeezia en 2015.

Le guembri (aussi écrit gembri, gambri, guember ou gumbri), est un instrument de musique à cordes pincées des Gnaouas. Il est principalement utilisé en Afrique du Nord au Maroc, en Algérie (musique diwane), en Tunisie (utilisé dans le stambali) et au Mali. Il est aussi joué par les Touaregs et les Berbères[Lesquels ?][réf. nécessaire]. C'est un dérivé du n'goni africain[réf. nécessaire].

## Étymologie et types
Parmi les variantes orthographiques on retrouve : gunbri, gəmbri, bəngri, guembri, qunbrī, guembri, gembri, gambri, guember or gumbri, gmbri, gmbira, (pluriel gnabir , gnaber).
Le sintir, sentir, el ajouj, ou hajhouj, de plus grosse taille qu'on trouve dans la musique extatique gnawa s'appelle parfois lui aussi guembri. Le gumbass est une variante de cet instrument assemblant la caisse d’un guembri et le manche d'une {basse électrique. Le guember marocain est constitué d'un manche en bois avec deux chevilles. Les deux cordes du guember sont faites à partir de crin de cheval. La caisse de résonance est constituée d'une carapace de tortue avec une table de résonance faite avec une peau tendue.

## Lutherie
Il est composé d'un manche rond de bois parfois tourné et parfois polychrome qui s'enfonce dans une caisse de résonance monoxyle piriforme en peuplier, dont la table de résonance est faite avec une peau de dromadaire tendue. Cette caisse, d'environ 20 à 35 cm de long, peut être aussi faite avec la carapace d'une tortue. Les trois cordes originellement en boyau ont été progressivement remplacées par du fil à pêche en nylon. Les chevilles en bois sont taillées au canif ou grossièrement tournées. Un sistre (sersèra) est inséré dans le manche. Le spectre musical est placé en basses fréquences.
Le sintir a trois cordes* mais n'a pas de chevilles pour les tendre. À la place, on trouve un procédé de liens en cuir ou en nylon, semblables à ceux qu'on trouve sur la Kora. La caisse de résonance a une forme plus rectangulaire, presque carrée, avec les angles arrondis, décorée de clous de tapissier, et peut mesurer jusqu'à 55 ou 60 cm de long et de 10 à 15 cm de large. Le manche (à balai) se termine par une plaque de métal avec des anneaux qui font office de sonnailles. L'ensemble fait plus d'un mètre de long.

## Jeu
Accompagné de qraqeb (castagnettes en métal) et d'un gros tambour, le guembri est joué par le mâalem (le maître) pour guider la transe des adeptes, lors de rituels nocturnes appelés lila mêlant la fête (koyyou) et l'action thérapeutique (mlouk). Celle-ci est supposée permettre d'évacuer les divers maux dont souffre l'adepte concerné.
Le sintir est joué sur une seule corde mélodique, les deux autres n'étant que des bourdons jouées à vide. Il prend la place d'une basse,